# Horlitza
Horlitza (niedersorbisch Horlica) ist ein amtlich ausgewiesener Wohnplatz und ehemaliger Ortsteil von Reuthen, einem Ortsteil der Gemeinde Felixsee im Landkreis Spree-Neiße in Brandenburg.

## Lage
Horlitza liegt in der Niederlausitz unmittelbar an der Grenze zu Sachsen. Die Stadt Spremberg ist etwa zwölf und die Stadt Weißwasser etwa dreizehn Kilometer entfernt. Umliegende Ortschaften sind Bohsdorf im Norden, Friedrichshain im Nordosten, der zur Gemeinde Tschernitz gehörende Ortsteil Wolfshain im Osten, das bereits in Sachsen liegende Groß Düben im Südosten, die zur Stadt Spremberg gehörenden Ortsteile Lieskau im Südwesten und Schönheide im Westen sowie Reuthen im Nordwesten.
Horlitza liegt an der Bundesstraße 156 von Spremberg nach Weißwasser. Östlich des Dorfes befinden sich mehrere Teiche.

## Geschichte
Horlitza wurde erstmals im Jahr 1540 als „Horlitz“ urkundlich erwähnt. Der Ortsname stammt aus der sorbischen Sprache und bedeutet in etwa „Ort wo Adler sind“. Für das Jahr 1844 war in Horlitza ein Rittergut verzeichnet, zu dieser Zeit hatte Horlitza 46 Einwohner in acht Gebäuden. Seit der Mitte des 19. Jahrhunderts wurde bei Horlitza Braunkohle, später auch Alaunton abgebaut.
Nach den Vereinbarungen des Wiener Kongresses kam das vormals sächsische Horlitza als Teil der Niederlausitz an das Königreich Preußen. Dort lag der Ort im Landkreis Spremberg im Regierungsbezirk Frankfurt. Zum 1. Januar 1938 wurde Horlitza nach Reuthen eingemeindet.
Am 25. Juli 1952 wurde Horlitza dem neu gebildeten Kreis Spremberg im Bezirk Cottbus zugeteilt, lag nach der Wende im Landkreis Spremberg in Brandenburg und war ab dem 31. Juli 1992 Teil des Amtes Döbern-Land. Nach der brandenburgischen Kreisreform am 6. Dezember 1993 kam Horlitza schließlich zum neu gebildeten Landkreis Spree-Neiße. Zum 26. Oktober 2003 wurde Horlitza im Zuge der Eingemeindung Reuthens nach Felixsee ein Teil dieser Gemeinde und in der Folge zu einem Wohnplatz herabgestuft.

## Bevölkerungsentwicklung
| Einwohnerentwicklung in Horlitza von 1875 bis 1933 | Einwohnerentwicklung in Horlitza von 1875 bis 1933 | Einwohnerentwicklung in Horlitza von 1875 bis 1933 | Einwohnerentwicklung in Horlitza von 1875 bis 1933 |
| Jahr                                               | Einwohner                                          | Jahr                                               | Einwohner                                          |
| -------------------------------------------------- | -------------------------------------------------- | -------------------------------------------------- | -------------------------------------------------- |
| 1875                                               | 61                                                 | 1925                                               | 80                                                 |
| 1890                                               | 56                                                 | 1933                                               | 118                                                |
| 1910                                               | 72                                                 |                                                    |                                                    |

## Nachweise
1. ↑  Reinhard E. Fischer: Die Ortsnamen der Länder Brandenburg und Berlin: Alter - Herkunft - Bedeutung. be.bra Wissenschaft, 2005, S. 79.
2. ↑  Topographisch-statistische Übersicht des Regierungsbezirks Frankfurt a. d. O. 1844, S. 210.
3. ↑  Horlitza im Geschichtlichen Ortsverzeichnis. Abgerufen am 2. September 2017.
4. ↑  Historisches Gemeindeverzeichnis des Landes Brandenburg 1875 bis 2005. (PDF; 331 KB) Landkreis Spree-Neiße. Landesbetrieb für Datenverarbeitung und Statistik Land Brandenburg, Dezember 2006, abgerufen am 2. September 2017.